# هوری هیده‌هارو
یاماگوچی مونه‌ناگا (به ژاپنی: 堀 秀治 ほり ひではる)، پسر هوری هیده‌ماسا، دایمیو و سامورایی از دوره آزوچی-مومویاما تا اوایل دوره ادو بود. پس از مرگ پدرش زمین‌هایی در اچیگو به او سپرده شد و در سال ۱۵۹۸ دارایی‌های او به ۳۰۰۰۰۰ ککو افزایش یافت. اندکی قبل از لشکرکشی سکیگاهارا با اوئه‌سوگی کاگه‌کاتسو از قلمرو آیزو اختلاف داشت و متعاقباً نقش کوچکی در ارتش «شرق» برای شکست خاندان اوئه‌سوگی ایفا کرد. او در سن جوانی درگذشت و برخی را بر آن داشت که بپرسند که آیا توکوگاوا ایه‌یاسو در مرگ نابهنگام او نقش داشته‌است یا خیر. پسر او، هوری تاداتوشی، متهم به بی‌کفایتی در سال ۱۶۱۰، مقالم رهبری خود را در ولایت اچیگو از دست داد و به ولایت موتسو تبعید شد.

## نبرد سکیگاهارا
پس از مرگ تویوتومی هیده‌یوشی در اوت ۱۵۹۸، او به توکوگاوا ایه‌یاسو نزدیک شد و عضو خانواده خود نائوشیگه هوری را به عنوان گروگان به ادو فرستاد. هنگامی که نبرد سکیگاهارا در سال ۱۶۰۰ رخ داد، او در کنار ارتش شرقی قرار گرفت و قبل از آن، در ماه آوریل، قیامی را در میان رعایا، کشیشان و راهبان سابق خاندان اوئه‌سوگی که به دستور مخفیانه کانه‌تسوگو نائوئه در ولایت اچیگو رخ داده بود، سرکوب کرد. پس از جنگ، با توجه به دستاوردهایش، ایه‌یاسو ولایت اچیگو را به او اعطا کرد.